# Tulum (kommun)
Tulum är en kommun i Mexiko.   Den ligger i delstaten Quintana Roo, i den östra delen av landet, 1 200 km öster om huvudstaden Mexico City.
Följande samhällen finns i Tulum:
- Tulum
- Ciudad Chemuyil
- Akumal
- Coba
- Chanchen Primero
- Francisco Uh May
- Javier Rojo Gómez
- Punta Allen
- Manuel Antonio Ay